# Halodiplosis latentis
Halodiplosis latentis är en tvåvingeart som beskrevs av Boris Mamaev och Pak 1989. Halodiplosis latentis ingår i släktet Halodiplosis och familjen gallmyggor.
Artens utbredningsområde är Turkmenistan. Inga underarter finns listade i Catalogue of Life.